# Stênio Garcia
Stênio Garcia Faro (Mimoso do Sul, Espírito Santo, 28 de abril de 1932) es un actor de cine, teatro y televisión brasileño. Actuó en telenovelas como El clon, El Rey del Ganado, La Muralla y Dos Caras.

## Biografía
En 1958 se graduó en el Conservatorio Nacional de Teatro de Río de Janeiro y después se integró al Teatro Cacilda Becker. En 1960 ingresó al elenco del Teatro Brasileño de Comedia. Al final de esa década, ya era un actor con varios premios en montajes innovadores del teatro brasileño, trabajando con nombres como Ziembinski, Ademar Guerra, Flávio Rangel, Gianfrancesco Guarnieri, Leonardo Villar, Mauro Mendonça y el director teatral Antunes Filho.
En 1972 se mudó a Río de Janeiro, donde comenzó a destacarse en televisión y cine, al actuar en varias producciones, especialmente para la Rede Globo. Algunas de las más conocidas fueron Que Rei Sou Eu?, Hoje É Dia de Maria, Carga Pesada, El Rey del Ganado, La Muralla, Dos Caras y El Clon.
Estuvo casado con las actrices Clarice Piovesan y Cleyde Yáconis. Está casado con la actriz Marilene Saade.

## Cine
- 1964 - O vigilante contra o crime
- 1964 - Vereda de salvação
- 1967 - Vigilante em missão secreta
- 1968 - As amorosas
- 1969 - A mulher de todos
- 1970 - A guerra dos pelados
- 1970 - O pornógrafo
- 1973 - 'Em compasso de espera
- 1975 - Ana, a libertina
- 1976 - O esquadrão da morte
- 1977 - As três mortes de Solano
- 1977 - Morte e vida severina
- 1977 - O crime do Zé Bigorna
- 1978 - Tudo bem
- 1987 - Leila Diniz
- 1989 - Kuarup
- 1989 - Solidão, uma linda história de amor
- 1990 - Mais que a terra
- 1991 - At Play in the Fields of the Lord
- 1997 - Os matadores
- 1998 - Hans Staden
- 1998 - O menino maluquinho 2 - A aventura
- 2000 - Eu, tu, eles
- 2000 - O circo das qualidades humanas
- 2004 - Redentor
- 2005 - Casa de areia
- 2005 - O beijo no asfalto
- 2007 - Ó Paí, Ó

## Televisión
- 1966 - As Minas de Prata .... José
- 1967 - Os Fantoches .... Torquato
- 1968 - A Muralha .... Aimbé
- 1968 - O Terceiro Pecado .... Tomás
- 1969 - Dez Vidas .... Silvério dos Reis
- 1969 - Os estranhos .... Daniel
- 1971 - Hospital .... Maurício (telenovela)
- 1972 - Na Idade do Lobo .... Chico
- 1973 - Cavalo de Aço.... Brucutu
- 1973 - O Semideus.... Lorde José
- 1973 - Saramandaia .... Geraldo
- 1975 - Gabriela.... Felismino
- 1979 - Carga Pesada .... Bino (serie)
- 1979 - Feijão Maravilha
- 1981 - O Amor é Nosso .... padre Leonardo
- 1981 - Terras do Sem Fim ....Amarelo Joaquim
- 1982 - Elas por Elas ... (participación especial)
- 1982 - Final Feliz ....  Maestro Antônio
- 1983 - Bandidos da Falange .... Lucena (miniserie)
- 1984 - Cuerpo a cuerpo .... Amauri Pelegrini
- 1984 - Padre Cícero .... padre Cícero (miniserie)
- 1986 - Hipertensão .... Chico (telenovela)
- 1986 - Selva de Pedra .... Pedro
- 1988 - O Pagador de Promessas .... Dedé
- 1989 - O Sexo dos Anjos .... padre Aurélio
- 1989 - Que Rei Sou Eu? .... Corcoran
- 1990 - Boca do Lixo .... Ciro (miniserie)
- 1990 - Meu Bem, Meu Mal .... Argemiro
- 1991 - O Dono do Mundo.... Herculano Maciel
- 1992 - De Corpo e Alma .... Domingos Bianchi
- 1993 - Agosto .... Ramos (miniserie)
- 1993 - Olho no Olho .... Armando
- 1994 - A Madona de Cedro .... padre Estêvão (miniserie)
- 1994 - Tropicaliente .... Samuel
- 1995 - Decadência .... Tavares Branco Filho (miniserie)
- 1995 - Engraçadinha... seus amores e seus pecados .... Carlinhos (miniserie)
- 1995 - Explode Coração .... Pepe
- 1996 - El rey del ganado .... Zé do Araguaia
- 1998 - Hilda Furacão .... Tonico Mendes (miniserie)
- 1998 - Labirinto .... Jonas (miniserie)
- 1998 - Torre de Babel .... Bruno Maia (telenovela)
- 2000 - A Muralha .... Caraíba (miniserie)
- 2001 - A Padroeira .... Antônio Cabral
- 2001 - El clon .... Ali Rachid
- 2001 - Os Maias .... Manuel Monforte (miniserie)
- 2002 - Pastores da Noite .... Chalub (miniserie)
- 2003 - Kubanacan .... Rubio Montenegro
- 2003/2007 - Carga Pesada .... Bino (serie)
- 2005 - Hoje é dia de Maria .... Asmodeu (microserie)
- 2005 - Hoje é dia de Maria - Segunda Jornada .... Cartola/Asmodeu Juiz/Zé do Riachim (microserie)
- 2006 - El profeta .... Jacó (participación especial)
- 2006 - Os Caras de Pau (participación especial)
- 2007 - Dos Caras.... Barreto (Paulo de Queirós Barreto) (telenovela)
- 2008 - Ó Paí, Ó .... Seu Jerônimo (serie)
- 2009 - India, una historia de amor .... Dr. Castanho
- 2010 - Malhação .... Prof. Ramom (participación especial)
- 2011 - Batendo Ponto .... Nestor
- 2011 - La vida sigue .... Laudelino
- 2012 - La guerrera .... Arturo
- 2014 - Meu Pedacinho de Chão .... Delegado
- 2015 - Totalmente Diva .... Bino